# Kanton Campoloro-di-Moriani
Der Kanton Campoloro-di-Moriani war bis 2015 ein französischer Wahlkreis im Arrondissement Corte, im Département Haute-Corse und in der Region Korsika. Sein Hauptort war Cervione.
Der neun Gemeinden umfassende Kanton war 93,43 km² groß und hatte 6750 Einwohner (Stand: 2012).

## Gemeinden
| Gemeinde                  | Einwohner | Code postal | Code Insee |
| ------------------------- | --------- | ----------- | ---------- |
| Cervione                  | 1452      | 20221       | 2B087      |
| Sant’Andréa-di-Cotone     | 167       | 20221       | 2B293      |
| San-Giovanni-di-Moriani   | 85        | 20230       | 2B302      |
| San-Giuliano              | 608       | 20230       | 2B303      |
| Santa-Lucia-di-Moriani    | 1003      | 20230       | 2B307      |
| Santa-Maria-Poggio        | 629       | 20221       | 2B311      |
| San-Nicolao               | 1316      | 20230       | 2B313      |
| Santa-Reparata-di-Moriani | 43        | 20230       | 2B317      |
| Valle-di-Campoloro        | 263       | 20221       | 2B335      |